# Anita Groener
Anita Groener (Veldhoven, 15 juni 1958) is een Nederlands beeldend kunstenaar. Ze woont en werkt in Dublin. Tussen 1992 en 2014 was ze kunstdocent aan de faculteit voor beeldende kunst aldaar. Daarnaast had ze er enkele jaren de leiding. Ze exposeert in Europa en haar werk is opgenomen in collecties wereldwijd.

## Biografie
Groener slaagde in 1980 met een bachelordiploma in beeldende kunst aan het Mollerinstituut in Tilburg. Twee jaar later behaalde ze haar master met als hoofdvak schilderen aan de Academie voor beeldende kunsten in Arnhem.
Nog hetzelfde jaar vertrok ze naar Dublin in Ierland waar ze van 1984 tot 1989 als kunstenaar en directeur verbonden was aan de Temple Bar Studios. Van 1992 tot 2014 was ze docent aan de faculteit voor beeldende kunst van het Dublin Institute of Technology. Tussen 2004 en 2006 stond ze ook aan het hoofd van die faculteit.

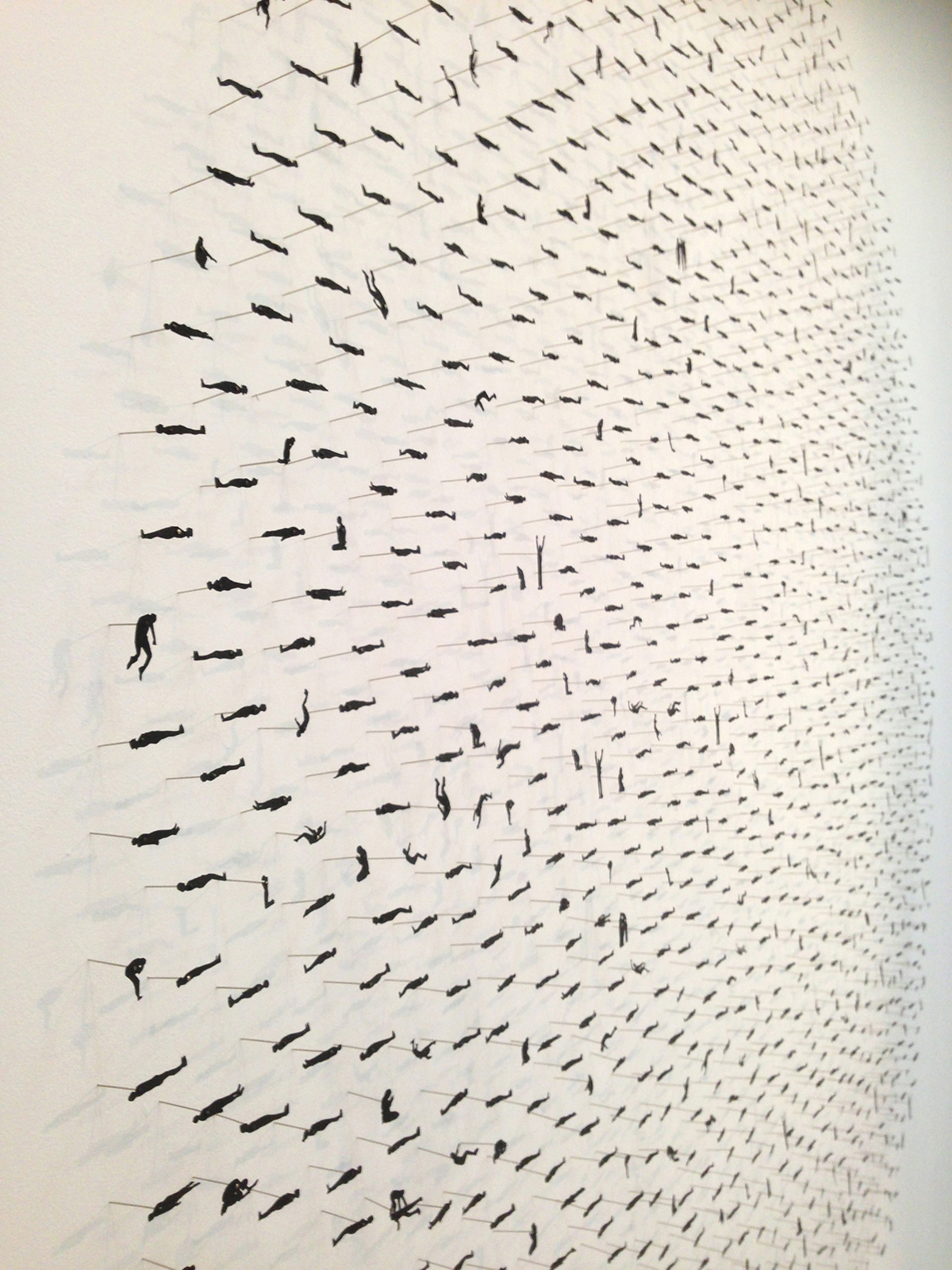
Uit de serie State, 2013

Het werk van Groener bestaat uit schilderijen, muurtekeningen, films en animaties. In de series Breach en State vervaardigde ze staande kleine sculpturen in verschillende poses en dezelfde mensfiguren met naalden op doek geprint. Van dichtbij zijn figuren te zien, terwijl het vanaf een afstand een andere uitbeelding toont.
Haar werk is volgens de Irish Times (2000) te plaatsen binnen het nieuwe Ierse en internationale expressionisme, terwijl ze eigenheid heeft die exclusief bij haar hoort. Rond 2015 ligt haar focus voor een belangrijk deel op  de dialectiek van haard en ontheemding (dialectic of home and displacement) binnen de actualiteit in de wereld. In dit werk staan trauma en verlies op de voorgrond.
Ze exposeert in Ierland, Nederland en elders in het buitenland. Haar vaste expositie is te zien in de Rubicon Gallery in Dublin. Haar werk werd opgenomen in collecties wereldwijd.
Ze publiceerde meer dan tien werken en nam plaats in verschillende commissies. In 2005 werd ze gekozen als lid van het Ierse verbond voor kunstenaars Aosdána. Daarnaast was ze gastdocent aan academies in Trondheim en Gent en was ze een van de hoofdsprekers tijdens het Contemporary Drawing Symposium (2009) voor de kunstacademie ArtEZ Art & Design in Enschede.
- Bibsys: 5056317
- International Standard Name Identifier: 0000 0003 8378 4818
- Library of Congress Control Number: no96013707
- Nederlandse Thesaurus van Auteursnamen: 374720835
- RKD-Nederlands Instituut voor Kunstgeschiedenis: 481924
- Virtual International Authority File: 272153447
- WorldCat: E39PBJq6YYVjb3mPY4CXrpYdcP